# Coxcatlán (kommun i Mexiko, Puebla, lat 18,27, long -97,13)
Coxcatlán är en kommun i Mexiko.   Den ligger i delstaten Puebla, i den sydöstra delen av landet, 250 km sydost om huvudstaden Mexico City. Antalet invånare är 19 639. Arean är 248 kvadratkilometer.
Terrängen i Coxcatlán är varierad.
Följande samhällen finns i Coxcatlán:
- Coxcatlán
- Calipan
- Ocotlamanic
- Chichiltepec
- Tepeyoloc
- Tequexpalco
- Potrero
- San Rafael
- Calpuhuacan
- Cobatepec